# Primeira fase da Copa Sul-Americana de 2023
A primeira fase da Copa Sul-Americana de 2023 foi disputada entre 7 e 9 de março de 2023. Um total de 32 equipes provenientes de Bolívia, Chile, Colômbia, Equador, Paraguai, Peru, Uruguai e Venezuela competiram para 16 das 32 vagas na fase de grupos.
As equipes se enfrentaram em jogos eliminatórios de partidas únicas. Em caso de igualdade após os 90 minutos, a vaga seria definida em disputa por pênaltis.

## Resultados
| Chave | Equipe 1                  | Total       | Equipe 2                |
| ----- | ------------------------- | ----------- | ----------------------- |
| BOL1  | Guabirá                   | 0–1         | Oriente Petrolero       |
| BOL2  | Blooming                  | 6–0         | Atlético Palmaflor      |
| CHI1  | Cobresal                  | 0–1         | Palestino               |
| CHI2  | Audax Italiano            | 3–2         | Universidad Católica    |
| COL1  | Deportes Tolima           | 1–0         | Junior de Barranquilla  |
| COL2  | Águilas Doradas           | 1–2         | Santa Fe                |
| ECU1  | LDU Quito                 | 4–0         | Delfín                  |
| ECU2  | Emelec                    | 2–1         | Deportivo Cuenca        |
| PAR1  | Guaraní                   | 3–1         | Sportivo Ameliano       |
| PAR2  | Tacuary                   | 2–2 (4–2 p) | General Caballero JLM   |
| PER1  | Universidad César Vallejo | 3–1         | Binacional              |
| PER2  | Universitario             | 2–0         | Cienciano               |
| URU1  | Defensor Sporting         | 0–0 (3–4 p) | Danubio                 |
| URU2  | River Plate               | 0–4         | Peñarol                 |
| VEN1  | Caracas                   | 0–1         | Academia Puerto Cabello |
| VEN2  | Estudiantes de Mérida     | 1–1 (3–1 p) | Deportivo Táchira       |

Todas as partidas estão em horário local.

### Chave BOL1
| 8 de março    | Guabirá | 0 – 1     | Oriente Petrolero | Estádio Ramón Tahuichi Aguilera, Santa Cruz     |
| 18:00 (UTC−4) |         | Relatório | Correa 73'        | Público: 20 100 Árbitro: ECU Guillermo Guerrero |

Oriente Petrolero avança para a fase de grupos.

### Chave BOL2
| 9 de março    | Blooming                                                       | 6 – 0     | Atlético Palmaflor | Estádio Ramón Tahuichi Aguilera, Santa Cruz |
| 18:00 (UTC−4) | Sinisterra 16', 38', 51' · G. Rodríguez 45+1', 54' · Fenga 80' | Relatório |                    | Árbitro: ECU Augusto Aragón                 |

Blooming avança para a fase de grupos.

### Chave CHI1
| 9 de março    | Cobresal | 0 – 1     | Palestino  | Estádio El Teniente, Rancagua |
| 19:00 (UTC−3) |          | Relatório | Dávila 28' | Árbitro: COL Andrés Rojas     |

Palestino avança para a fase de grupos.

### Chave CHI2
| 7 de março    | Audax Italiano                         | 3 – 2     | Universidad Católica | Estádio El Teniente, Rancagua           |
| 19:00 (UTC−3) | Sepúlveda 19' · Sosa 56' · Fuentes 58' | Relatório | Zampedri 16', 36'    | Público: 3 045 Árbitro: COL Jhon Ospina |

Audax Italiano avança para a fase de grupos.

### Chave COL1
| 9 de março    | Deportes Tolima | 1 – 0     | Junior de Barranquilla | Estádio Manuel Murillo Toro, Ibagué          |
| 19:00 (UTC−5) | J. Hernández 7' | Relatório |                        | Público: 9 777 Árbitro: VEN Jesús Valenzuela |

Deportes Tolima avança para a fase de grupos.

### Chave COL2
| 8 de março    | Águilas Doradas | 1 – 2     | Santa Fe                        | Estádio Atanasio Girardot, Medellín        |
| 19:00 (UTC−5) | Pineda 65'      | Relatório | Mosquera 45+4' · De La Rosa 83' | Público: 1 784 Árbitro: VEN Alexis Herrera |

Santa Fe avança para a fase de grupos.

### Chave ECU1
| 7 de março    | LDU Quito                                                       | 4 – 0     | Delfín | Estádio Casa Blanca, Quito |
| 21:00 (UTC−5) | Alzugaray 7' · Angulo 20' · Alvarado 78' · Caicedo 90+2' (g.c.) | Relatório |        | Árbitro: ARG Darío Herrera |

LDU Quito avança para a fase de grupos.

### Chave ECU2
| 9 de março    | Emelec           | 2 – 1     | Deportivo Cuenca      | Estádio George Capwell, Guaiaquil |
| 19:00 (UTC−5) | Bolaños 13', 89' | Relatório | Mancinelli 49' (pen.) | Árbitro: ARG Yael Falcón Pérez    |

Emelec avança para a fase de grupos.

### Chave PAR1
| 8 de março    | Guaraní                                   | 3 – 1     | Sportivo Ameliano | Estádio Manuel Ferreira, Assunção          |
| 19:00 (UTC−3) | Santander 45+2' · Dorrego 53' · Borja 60' | Relatório | B. Cáceres 47'    | Público: 2 243 Árbitro: CHI Cristian Garay |

Guaraní avança para a fase de grupos.

### Chave PAR2
| 7 de março    | Tacuary                | 2 – 2     | General Caballero JLM               | Estádio Defensores del Chaco, Assunção |
| 19:00 (UTC−3) | Ruiz 27' · Paredes 84' | Relatório | García 49' (g.c.) · D. Martínez 68' | Público: 224 Árbitro: CHI José Cabero  |

|                                     |       | Penalidades                      |  |
| Patryck Ferreira Ruiz Ayala Paredes | 4 – 2 | Olevar Hauche Benítez Castellano |  |

Tacuary avança para a fase de grupos.

### Chave PER1
| 8 de março    | Universidad César Vallejo                    | 3 – 1     | Binacional  | Estádio Nacional, Lima                  |
| 21:00 (UTC−5) | Olaya 40' · Vanegas 74' · S. Mena 82' (g.c.) | Relatório | Palacios 1' | Público: 1 409 Árbitro: URU José Burgos |

Universidad César Vallejo avança para a fase de grupos.

### Chave PER2
| 9 de março    | Universitario            | 2 – 0     | Cienciano | Estádio Monumental, Lima                    |
| 21:00 (UTC−5) | Quispe 10' · Herrera 70' | Relatório |           | Público: 38 572 Árbitro: URU Gustavo Tejera |

Universitario avança para a fase de grupos.

### Chave URU1
| 8 de março    | Defensor Sporting | 0 – 0     | Danubio | Estádio Gran Parque Central, Montevidéu |
| 19:00 (UTC−3) |                   | Relatório |         | Público: 5 170 Árbitro: BRA Bruno Arleu |

|                                                        |       | Penalidades                                       |  |
| Navarro Rocha De los Santos Duarte N. Rodríguez Abaldo | 3 – 4 | Millán Haller R. Rodríguez Ferreira May Sarmiento |  |

Danubio avança para a fase de grupos.

### Chave URU2
| 7 de março    | River Plate | 0 – 4     | Peñarol                                | Estádio Domingo Burgueño, Maldonado |
| 21:00 (UTC−3) |             | Relatório | Arezo 8', 16' (pen.), 75' · Milans 21' | Árbitro: BRA Anderson Daronco       |

Peñarol avança para a fase de grupos.

### Chave VEN1
| 7 de março    | Caracas | 0 – 1     | Academia Puerto Cabello | Estádio Olímpico da UCV, Caracas       |
| 20:00 (UTC−4) |         | Relatório | Hernández 53'           | Público: 3 514 Árbitro: BOL Ivo Méndez |

Academia Puerto Cabello avança para a fase de grupos.

### Chave VEN2
| 8 de março    | Estudiantes de Mérida | 1 – 1     | Deportivo Táchira | Estádio Metropolitano, Mérida              |
| 20:00 (UTC−4) | Paredes 87'           | Relatório | Chacón 25'        | Público: 15 913 Árbitro: BRA Sávio Sampaio |

|                             |       | Penalidades                  |  |
| Doldán Flores Zorrilla Páez | 3 – 1 | Díaz Farías Ritacco Castillo |  |

Estudiantes de Mérida avança para a fase de grupos.